# Las mil noches y una noche
Las mil noches y una noche es una obra teatral del escritor Mario Vargas Llosa que está basada en la célebre recopilación de cuentos árabes del mismo nombre. Se representó por primera vez en julio del 2008 en Madrid, interpretando el propio autor el papel de Sahrigar y la actriz española Aitana Sánchez-Gijón el de Scheherezade. La dirección corrió a cargo de Joan Ollé y la escenografía fue realizada por Eduardo Arroyo.
Se trata de una adaptación libre que respeta la estructura de la obra original, pero modernizando sus contenidos para acercarlos a la sensibilidad actual. Únicamente se han adaptado algunos cuentos. Intencionadamente no se han escogido los más populares.
A lo largo de la obra, Sahrigar deberá escuchar las historias que, para salvar su vida le relata Sherezade 
cada noche durante varios años. Durante la narración ambos se transforman en los personajes de los distintos cuentos. Posteriormente al estreno, el autor publicó una adaptación literaria de esta obra teatral.
Esta fue la tercera colaboración entre Vargas Llosa y Aitana Sánchez-Gijón. Ambos artistas habían trabajado juntos en la representación de Odiseo y Penélope, adaptación de la Odisea que se estrenó en el Teatro romano de Mérida en el año 2006.